# Аболин, Роберт Иванович
Ро́берт Ива́нович Аболи́н (латыш. Roberts Āboliņš; 18 мая (30 мая) 1886 Лифляндская губерния — 27 января 1938, Ленинград) — российский и советский геоботаник, почвовед, физико-географ, исследователь Восточной Сибири и Центральной Азии. Доктор биологических и сельскохозяйственных наук (1934, по совокупности работ), профессор (1929).

## Основные этапы жизни
Родился 18 мая 1886 года (по ст. ст.) в Рижском уезде Лифляндской губернии, в семье латышских крестьян.
С 1905 года участвовал в революционном движении. С 1907 года жил в Санкт-Петербурге на нелегальном положении, учился на Санкт-Петербургских сельскохозяйственных курсах.
С 1909 года участвовал в исследованиях Сукачёва В. Н. болот Псковской и Новгородской губерний.
В 1911—1912 гг. работал в составе Нерчинской экспедиции в Забайкалье, организованной Переселенческим управлением ГУЗиЗ по Восточной Сибири.
В 1913 году окончил Петербургский лесной институт. В этом же году был призван в армию, но вскоре комиссован.
С 1915 по 1918 год лично и с учениками активно изучал растительность Центральной Азии, собрал обширные коллекции растений, хранящиеся в Гербарии (ТАК) Ташкентского университета, заведовал астрономической лабораторий в г. Верном.
В 1918—1922 гг. и с 1924 по 1930 год работал в Ташкенте — управляющим садоводческим совхозом «Капланбек»; заведующим сельскохозяйственным и научно-техническом отделами Наркомзема Туркестанской республики; редактором журнала «Ирригация, сельское хозяйство и животноводство»; одним из организатором Института почвоведения и геоботаники при Туркестанском университете, заведующим геоботаническим отделом этого института; преподавателем, профессором кафедры луговедения Среднеазиатского государственного университета.
В 1922—1924 годах — преподаватель Петербургского Сельскохозяйственного института, одновременно занимая должность учёного специалиста Северо-Западной опытно-мелиоративной станции.
В послеташкентский период с 1930 по 1931 год — учёный специалист Института агропочвоведения в Ленинграде. В 1932 по 1937 год — заведующий бюро освоения пустынь во Всесоюзном институте растениеводства (ВИР), одновременно занимая должность профессора кафедры геоботаники биолого-почвенного факультета Ленинградского университета:2, совершил экспедицию в Дагестан.
18 декабря 1937 года арестован. 17 января 1938 года Комиссией НКВД и Прокуратуры СССР приговорён по статьям 17—58—8, 58—7—11 УК РСФСР к высшей мере наказания. 27 января 1938 года расстрелян в Ленинграде.

## Адреса в Санкт-Петербурге
- 1930-е гг. — ул. Герцена, д. 10, кв. 10.

## Научная деятельность
Работал в Среднеазиатском государственном университете (САГУ), Всесоюзном институте растениеводства (ВИР), Почвенном институте АН СССР, Ленинградском университете; проводил полевые исследования в Псковской и Новгородской губерниях, в Восточной Сибири, Центральной Азии и Дагестане.
Развил концепцию К. Х. Мерриема (1894, 1898) о «жизненных зонах»:
| Накладывая климатические, растительные и почвенные пояса, мы получаем при этом так называемые «зоны жизни», определяющие собой как географические ландшафты, так равно и условия сельского хозяйства каждого данного района— Аболин, 1930, С. 166 |

В работе «Опыт эпигенологической классификации болот» (1914), основанной на результатах экспедиций в Псковскую и Новгородскую губернии, Аболин теоретически обосновал необходимость изучения малых природно-территориальных комплексов, выделил поверхностные образования литогенной поверхности под именем эпигенов (рельеф, растительность и т. п.). Совокупность эпигенов он объединил в эпигенему — систему поверхностных природных комплексов. По его предположению, формирование эпигенем идёт под влиянием экзогенных процессов, превращающих поверхность Земли в кору выветривания. Эпигенему Аболин расчленял на климатически обусловленные эпизоны, включающие эпиобласти. Внутри эпиобласти Аболин выделил эпитипы. Строение и эволюция болотного типа изложены им на изучении отдельных участков болота, которые он назвал эпиморфами. В развитии болот Аболин выделял три фазы развития: озёрно-речную, грунтовую и фазу атмосферного питания. В статье «Болотные формы Pinus silvestris L.» (1915) Аболин выделил четыре экологические болотные формы сосны обыкновенной:1.
Обобщающей работой по изучению Восточной Сибири стала сводка «Геоботаническое и почвенное описание Лено-Вилюйской равнины» (1929).
Главными направлениями работ Аболина в ташкентский период были геоботанические и почвенные описания, естественно-историческое районирование, кормовая база животноводства, полезные растения, освоение пустынь. Среди многочисленных работ Аболина этого периода важны «Основы естественно-исторического районирования Советской Средней Азии» (1929), в которой приведено районирование территории Средней Азии по тепловым поясам на основании климатических признаков, и книга «От пустынных степей Прибалхашья до снежных вершин Хан-Тенгри» (1930), которая включает описание вертикальных ландшафтных поясов, или, по терминологии Аболина, «зон жизни», Семиречья:2.

### Печатные труды
- Некоторые данные о лесных и других растительных формациях Жегулевских гор Симбирской губ. // Лесн. журн. — 1910. — Т. XL, вып. 3. — С. 321—351.
- Тайга между реками Нерчей и Куенгой в Забайкальской области // Предварительный отчёт об организации и исполнении работ по исследованию почв Азиатской России в 1911 г. — СПб., 1912. — С. 29—43.
- В тайге Лено-Вилюйской равнины // Предварительный отчёт по организации и исполнению работ по исследованию почв Азиатской России в 1912 г. / Под ред. К. Д. Глинки. — СПб., 1913. — С. 225—267.
- Постоянная мерзлота грунтов и ископаемый лёд // Зап. Читинск. отд. Русск. геогр. общества. Вып. 9. — Чита, 1913. — С. 19—108.
- Опыт эпигенологической классификации болот // Болотоведение. № 3—4. — 1914. — С. 230—287.
- Болотные формы Pinus silvestris L. // Тр. Бот. муз. Акад. наук. Т. 14. — Пг., 1915. — С. 62—84.
- Западная часть Верненского уезда в почвенно-ботаническом и сельскохозяйственном отношении // Семиречье. — Верный, 1916. — Вып. 12. — С. 299—307.
- Исследование растительности Семиречья // Семиречье. — Верный, 1916. — Вып. 7.
- Почвенно-ботанические районы восточной части Верненского уезда в связи с очередной агрономической работой // Семиречье. — Верный, 1916. — Вып. 4. — С. 90—95.
- Солончаки и их использование под полевую культуру // Семиречье. — Верный, 1916. — Вып. 1 и 2.
- Культурные и дикорастущие лекарственные растения Семиреченской области // Семиречье. — Верный, 1917. — Вып. 1—2.
- К вопросу о классификации и терминологии почв пустынной зоны Туркестана // Ирригация, сельск. хозяйство и животноводство. — Ташкент, 1922. — Вып. 3.
- К вопросу о классификации болот Северо-Западной области // Мат-лы по опытн. мелиор. делу. Вып. 2. — М. : Гос. институт сел.-хоз. мелиорации, 1928. — С. 3—55.
- Основы естественно-исторического районирования Советской Средней Азии // Тр. Средне-Азиат. гос. университета. Сер. XII-а. География. Вып. 2. — Ташкент : Изд-во Средне-Азиат. гос. университета, 1929. — С. 1—75.
- Геоботаническое и почвенное описание Лено-Вилюйской равнины. — Л. : Изд-во Акад. наук, 1929. — 372 с. — (Тр. Комисс. по изуч. Якутск. АССР ; т. 10).
- Южная часть Алма-атинского Округа Казакской АССР в естественно-историческом отношении. — Тр. Института почвовед. и геобот. САГУ, Казахстанск. сер. Вып. 1. — Ташкент, 1929. — С. 1—63.
- Восточная часть Сыр-Дарьинского округа Казакской АССР в естественно-историческом отношении. — Тр. Института почвовед. и геобот. САГУ, Казахстанск. сер. Вып. 2. — Ташкент, 1929. — С. 1—52.
- Растительность и почвы Лено-Вилюйской равнины. Очерки по фитосоциологии и фитогеографии // Новая деревня. — М., 1929. — С. 63—87.
- Горные пастбища Талас-Сусамырского района Киргизской АССР // Мат-лы Компл. эксп. иссл. АН СССР. — Л., 1930. — Т. IV, вып. 27. — С. 1—284.
- От пустынных степей Прибалхашья до снежных вершин Хантенгри. Ч. 1. Геоботаническое и почвенное описание южной части Алматинского округа Казакской АССР. — Тр. Института почвовед. и геобот. САГУ, Казахстанск. сер. Вып. 5. — Л.: Наркомзем Казак. АССР (Алмата) и Институт почвовед. и геоботаники Средне-Азиат. гос. университета (Ташкент). 1930 — С. 1—176.
- Краткая характеристика типов кормовых угодий Горного Дагестана. — Махачкала, 1932. — 43 с.
- Растительность Казахстана как кормовая база // Казахстан. Сб. изд. АН СССР. — Л., 1932. — С. 245—257.
- Основные пути сельскохозяйственного освоения пустынь и полупустынь СССР // Социалист. растениеводство. — 1932. — Вып. 3. — С. 9—28.
- Почвенно-мелиоративный очерк бассейна р. Терека // Тр. Лен. отд. Всес. н.-иссл. института удобрений и агропочвоведения. — 1933. — Вып. 19.
- К районированию полевых культур. Среднеазиатские республики // Растениеводство СССР. — М.—Л., 1933. — Т. I, вып. 1. — С. 250—296.
- Древесная растительность и леса Средней Азии // Дендрология с основами лесной геоботаники. — Л.: Сельхозгиз, 1934. — C. 477—549.
- Горные пастбища Киргизии и их реконструкция // Тр. Киргизск. компл. эксп. АН СССР. Том 4, вып. 1. — Л., 1934. — 148 с. (совместно с Е. П. Коровиным и М. М. Советкиной).
- Растительность солончаков, её использование и улучшение // Пробл. растениеводческ. освоения пустынь; ВИР. — Л., 1934. — Вып. 2. — С. 9—32.

## Память
Именем Аболина названы:
- ледник Аболина, его высшая точка (4051 м) пик Аболина и перевал Аболина в Джунгарском Алатау;
- скала Аболина[англ.] в Антарктиде (Земля Королевы Мод), название присвоено в 1966 году[7].